# Campagne de Falaise
La campagne de Falaise est un pays de Normandie qui s'étend environ sur les deux cantons de Falaise. Il est coincé entre la plaine de Caen au nord, le pays d'Auge au nord-est, la campagne d'Argentan au sud-est, la Suisse normande et le Cinglais à l'ouest.
Historiquement, elle s'insère dans le vaste Hiémois ou plus récemment (XIXe siècle) dans la campagne de Caen.
Les limites de la communauté de communes du pays de Falaise et des deux cantons de Falaise s'inspirent largement de celles de la campagne de Falaise.